# Не забудь про бекон!
«Не забудь про бекон!» ― детская книга, написанная и проиллюстрированная английской художницей и писательницей Пэт Хатчинс. Впервые опубликована издательством «Bodley Head» в 1976 году. Эта история о маленьком мальчике, который пытается запомнить список продуктов, которые попросила его купить мать. Книга использовалась в качестве учебного пособия для ознакомления детей с концепциями раннего обучения.
Книга имела успех в Великобритании и США и получила положительные отзывы от Американской библиотечной ассоциации и газеты «Washington Post». Рассказ был рекомендован в 2005 году в рамках конкурса детского чтения, объявленного министром образования Нового Южного Уэльса, Австралия. Включен в список рекомендуемого чтения «The Times» в рамках празднования Всемирного дня книги 2008 года.

## Краткий сюжет
История о маленьком мальчике, который идет в магазин со своей собакой, чтобы купить продукты, которые заказала его мама: «шесть фермерских яиц, пирог к чаю, фунт груш и не забудь бекон». По дороге мальчик пытается вспомнить список продуктов. Вместе с собакой его сопровождает в путешествии бабочка. Чтобы не забыть продукты, мальчик повторяет про себя список своей матери. Во время похода в продуктовый магазин мальчик видит по пути предметы, которые играют с его памятью злые шутки, и предметы в его списке один за другим заменяются другими товарами…

## Критика
Мишель Ландсберг, автор книги «Чтение ради любви: лучшие книги для юных читателей», отметила в статье для «Washington Post», что Пэт Хатчинс «наиболее известна» своими «остроумными книжками с картинками», в том числе «Не забудь бекон!».
В 2008 году Элизабет Макфарлейн из газета «Times» включила эту книгу в список произведений, рекомендованных для развития навыков чтения у детей ко Всемирному дню книги.